# Імперський орден Ярма та Стріл
Імперський Орден Ярма та Стріл (ісп. Orden Imperial del Yugo y las Flechas) — вища цивільна та військова нагорода Іспанії під час правління Франсіско Франко.
Початкова назва — Великий Імперський Орден Червоних стріл (ісп. Gran Orden Imperial de las Flechas Rojas).

## Історія
Орден був заснований Указом 373 від 10 жовтня 1937 роки як «вища нагорода Нової держави за національні заслуги». Це перше правило було доповнене Указом від 27 січня 1943 року, що затверджував Положення про Імператорський Орден Ярма та Стріл. Орден вважався найвищою нагородою за видатні заслуги перед іспанським народом, а також вручався іноземним діячам.
Термін «імперський» був пов'язаний з ідеологією режиму Франко, який позиціонував себе як захисник традиційних цінностей, які починались з часів Іспанської імперії. З тієї ж причини ярмо і зв'язка стріл, геральдичні знаки католицьких монархів, були використані в якості символіки цього ордена, а також Іспанської фаланги. На ордені зображувався пучок з п'яти червоних стріл разом з ярмом того ж кольору, розташованим на перетині стрілок. Девіз ордена — «Caesaris caesari, Dei Deo» (Кесарю кесареве, а Богові Боже).
Як це було прийнято в орденських статутах того часу, в ордена були:
- Великий Магістр — глава іспанської держави Франсіско Франко;
- Капітул — зібрання, скликане великим магістром, який об'єднував усіх нагороджених орденом;
- рада, що обмежувався гросмейстером, кавалерами великого ланцюга і представниками від інших категорій;
- Канцелярія, яка перебуває в будівлі адміністрації уряду, відповідала за справи ордена і разом з канцлером мала секретаря і скарбника.

Нагородження проводилися за вільним розсудом Великого Магістра, а Канцелярія могла висувати кандидатури на його розсуд.
Хоча орден ніколи не скасовувався офіційно, його можна вважати де-факто скасованим, оскільки, з одного боку, останнє нагородження відбулося 1 жовтня 1975 року, коли Франко був при смерті; з іншого боку, його наступник на чолі держави, король Хуан Карлос I, так і не вступив в права великого магістра і жодного разу не скликав капітул, і, нарешті, з 1976 році канцелярія ордена більше не перебувала в складі адміністрації уряду.

## Ступені
Орден включав 5 ступенів:
- Великий ланцюг — не більше 15 кавалерів.
- Великий хрест — не більше 200 кавалерів.
- Великий офіцерський хрест — не більше 500 кавалерів.
- Командорський хрест
- Медаль

Кавалери великого ланцюга і великого хреста мали право на звертання «Найчудовіший сеньйор» (excelentísimo señor), а великі офіцери — «Прославлений сеньйор» (ilustrísimo señor).

## Опис

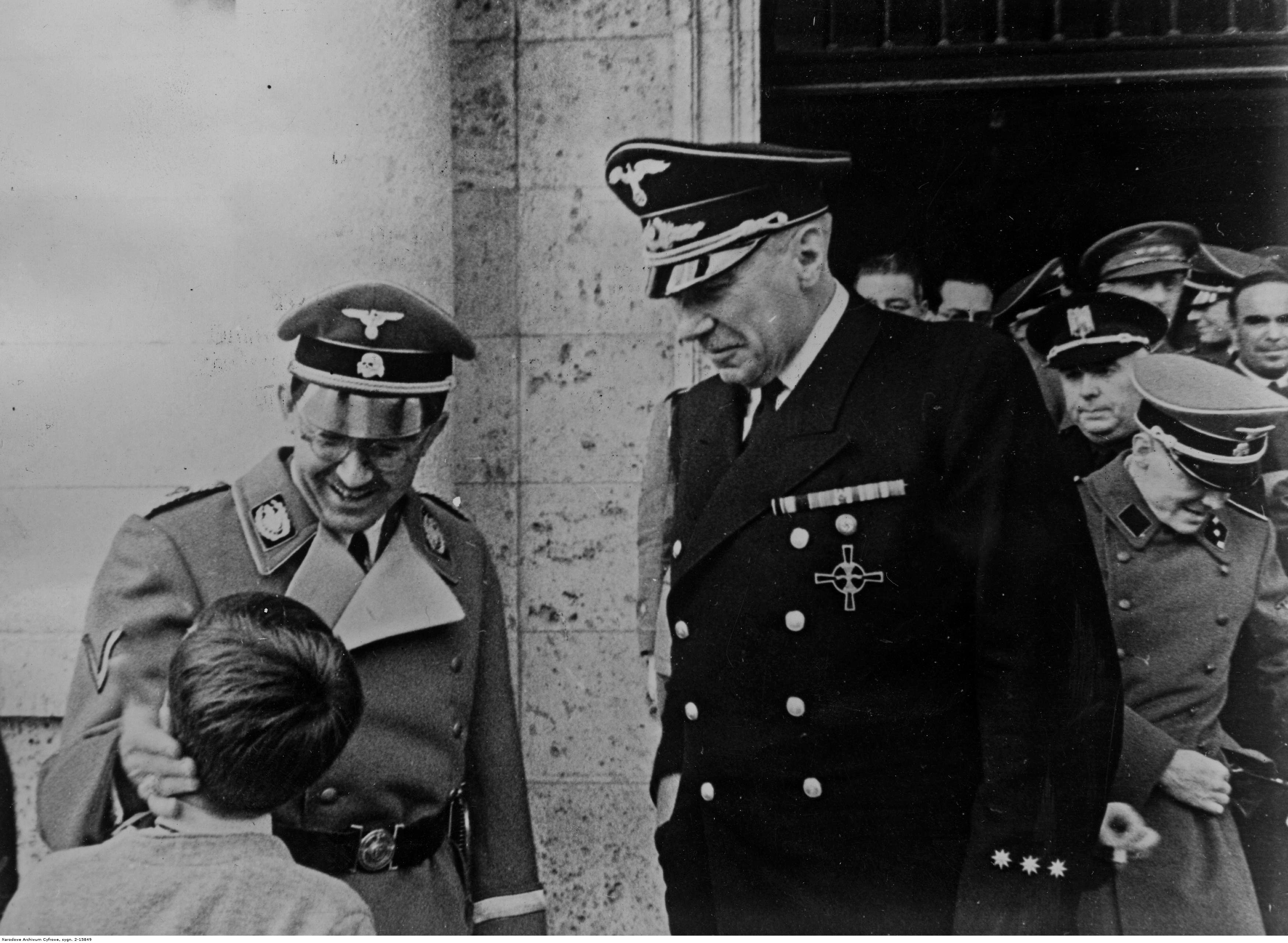
Німецький посол Ебергард фон Шторер (в центрі) з великим хрестом на грудях (Мадрид, 1940).

Великий ланцюг складався з 46 ланок, половина яких мала форму ярма і зв'язки стріл, розташованих всередині кола і зроблених із золота, які чергувалися з іншими в формі Бургундського хреста, найвідомішого символу Іспанської імперії. З намиста звисає зображення Орла Святого Іоанна (вважається Імператорським згідно з указом), на якому, знову ж таки, ярмо і зв'язка стріл зображені разом з девізом ордена.
Великий хрест являв собою нагрудний лапчастий хрест діаметром 70 міліметрів, виготовлений із золота або позолоченого металу, з чорною емаллю в центральній частині. У центральній частині хреста зображувалися зв'язка стріл і ярмо з девізом ордена, покриті червоною емаллю і оточені кільцем. Окрім нагрудного, також носився хрест діаметром 58 міліметрів на червоній муаровій плечовій стрічці шириною 101 міліметр, з чорною смугою в центрі шириною 41 міліметр. Краї стрічки з'єднувались розетку.
Великий офіцерський хрест мав діаметр 35 міліметрів і носився на шийній стрічці шириною 35 міліметрів. До нього додавався нагрудний знак, аналогічний Великому хресту, але кільце якого виготовлялось із срібла або посрібленого металу.
Командорський хрест був аналогічний великому офіцерському, але не мав нагрудного знака.
Кругла медаль діаметром 42 міліметри виготовлялась із золота або позолоченого металу. На обох боках був зображений знак ордена, але без кільця. Медаль носили на лівому боці грудей на стрічці шириною 34 міліметри.